# 中华耳草
中华耳草（学名：Hedyotis cathayana）为茜草科耳草属下的一个种。

## 扩展阅读
- 維基物種上的相關：中华耳草